# Guillermo Ortega Alonso
Guillermo Ortega Alonso est un homme politique espagnol membre du Parti populaire (PP), né le 30 avril 1967 à Madrid.
Il adhère à l'Alliance populaire (AP) en 1982 et est élu conseiller municipal de Majadahonda en 1991. Il est maire de Majadahonda entre 2001 et 2005, ainsi que secrétaire à l'Organisation du Parti populaire de Madrid de 1996 à 2004.